# Société canadienne d'hypothèques et de logement

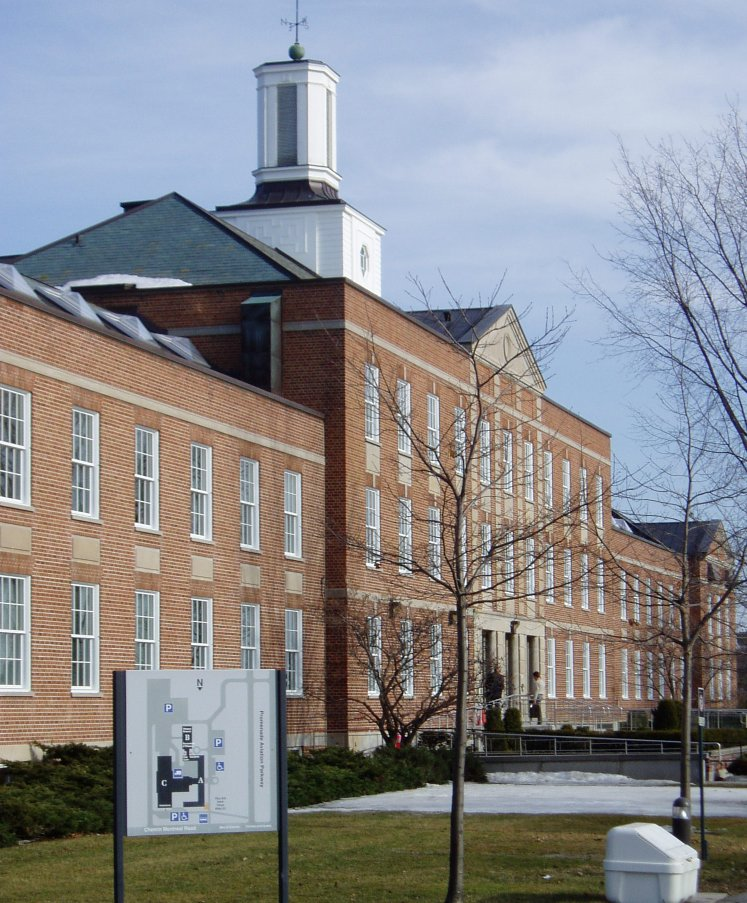
Quartier général de la SCHL sur le chemin de Montréal et la promenade de l'Aviation, Ottawa.

La Société canadienne d'hypothèques et de logement (SCHL) est une société de la Couronne canadienne. Créée après la Seconde Guerre mondiale en 1946 pour aider les vétérans à se loger, elle a vu son rôle graduellement étendu à toute la population par la suite. Elle est au XXIe siècle, par les actifs qu'elle détient et les moyens dont elle dispose, la plus puissante société de la Couronne et joue un rôle très important. Au point qu'elle est considérée comme acteur principal sur le marché de l'habitation au Canada et de l'évolution du parc immobilier.[réf. nécessaire] L'une de ses fonctions essentielles consiste à rendre le logement abordable pour tous en réduisant le coût des hypothèques pour les canadiens et en fournissant une assurance aux emprunteurs.
Elle effectue également de nombreuses études sur le marché de l'habitation pour le compte des autorités fédérales et dispose d'une bibliothèque renommée.
Appelée originellement la Société centrale d'hypothèques et de logement, son nom a été changé en 1979.

## Historique
Du 21 septembre 1971 au 1er avril 1979 la SCHL est placée sous la responsabilité du ministre d'État chargé des Affaires urbaines,,.
Le budget alloué à la SCHL augmente rapidement dans la deuxième moitié des années 1980, passant de 1,1 à 1,7 milliard entre 1984 et 1989. Dans un contexte de déficit fédéral grandissant, des compressions budgétaires sont appliquées au début des années 1990 : 
- Le budget fédéral de 1990 annonce une coupe de 15 % dans les nouveaux crédits destinés au logement social jusqu'en 1991-92[3];
- L'année suivante la limitation de la croissance des dépenses est prolongée jusqu'en 1995-96 ;
- Le budget fédéral de 1992 plafonne la hausse de ses dépenses pour le logement social à 3 % par an jusqu'en 1996-97. Le Programme de logement coopératif est suspendu la même année mais les unités déjà construites continuent d'être financés par la société ;
  - Les économies estimées s'élèvent à 622 millions sur 5 ans[4].
- Le budget fédéral de 1995 réduit à nouveau le financement de nouvelles initiatives avec 307 millions d'économies supplémentaires sur trois ans[5].

À partir du 26 juillet 2023 la responsabilité de la SCHL revient au ministre de l'Infrastructure et des Collectivités,. Depuis le 20 juin 2024 le ministre est à la tête d'un nouveau ministère désigné comme Logement, Infrastructures et Collectivités Canada et la SCHL relève depuis de ce portefeuille.